# Yannick van de Velde
Frank Lammers, född 15 augusti 1989 i Utrecht, är en nederländsk skådespelare.
Lammers har bland annat medverkat i filmen De brief voor de koning. Han har även medverkat i TV-serierna Undercover och Ferry: Serien.

## Filmografi (i urval)
- 2008 – De brief voor de koning
- 2021–2022 – Undercover (TV-serie)
- 2023 – Ferry: Serien (TV-serie)